# Gare de Soual
La gare de Soual est une gare ferroviaire française de la ligne de Castelnaudary à Rodez, située sur le territoire de la commune de Lempaut, dans le département du Tarn en région Occitanie.
Mise en service en 1865 par la Compagnie des chemins de fer du Midi et du Canal latéral à la Garonne (Midi). Entre 1930 et 1939 la commune disposait également d'une station du réseau des Voies Ferrées Départementales du Midi (VFDM). Elle est définitivement fermée au trafic des voyageurs en 1945.
Située sur une section déclassée et déferrée, le bâtiment voyageurs est toujours présent et réaffecté pour une utilisation privée.

## Situation ferroviaire
Établie à 171 mètres d'altitude, la gare de Soual est située au point kilométrique (PK) 353,520 de la ligne de Castelnaudary à Rodez, entre les gares de Lempaut (fermée) et de La Crémade (fermée).
La section de Revel à La Crémade, sur laquelle est située la gare, est déclassée depuis 1985.

## Histoire
La station de Soual est mise en service le 16 avril 1865 par la Compagnie des chemins de fer du Midi et du Canal latéral à la Garonne (Midi), lorsqu'elle ouvre à l'exploitation l'embranchement de Castelnaudary à Castres. En 1869, la recette de la gare est de 61 534,62 Francs.
En 1888, le chantier de construction d'un logement pour le chef de gare n'a pas encore débuté bien que le projet soit approuvé.
En 1904, le trafic de la gare représente annuellement 60 669 montées et descentes de voyageurs et 10 157 tonnes de marchandises.
Elle est officiellement fermée au service des voyageurs le 15 mai 1939 par la Société nationale des chemins de fer français (SNCF), lorsqu'elle ferme ce service sur la section de Castelnaudary à Castres. Néanmoins ce service est exceptionnellement rétabli durant la Seconde Guerre mondiale, le 5 mai 1941 du fait des difficultés à assurer le service routier de remplacement, il est assuré par deux trains mixtes qui font quotidiennement deux fois l'aller et le retour entre Castelnaudary et Castres. Ce service provisoire est fermé à la fin du conflit en 1945.
La section de la ligne entre Revel et La Crémade est fermée au service des marchandises en 1970, puis elle est déferrée en 1985 et déclassée.

## Service des voyageurs
Gare fermée située sur une section de ligne déclassée.

## Station de Soual VFDM
Sur la commune il y a eu, de 1930 à 1939, une « station de Soual » sur la ligne de Castres à Toulouse, à voie métrique et électrifiée, du réseau des Voies Ferrées Départementales du Midi (VFDM). Elle était située à l'extrémité ouest de l'Avenue de la Gare, à 250m environ de la gare Midi. Elle (et la sous-station électrique attenante) a aujourd'hui été reconvertie en logement privé.

## Patrimoine ferroviaire
Sur le site de la gare, l'ancien bâtiment voyageurs est toujours présent. Il est composé d'un corps central à deux ouvertures avec un étage et combles, agrandi par rapport à celui d'origine, et une aile en rez-de-chaussée à trois ouvertures.